# Acantiza-ardósia
Acantiza-ardósia (Acanthiza robustirostris) é uma espécie de ave da família Pardalotidae.
É endémica da Austrália.